# Tianjin Gold Lions
O Tianjin Ronggang Gold Lions(天津荣钢金狮) ou Tianjin Ronggang é uma equipe profissional de basquetebol da China que compete na Divisão Norte da Chinese Basketball Association. O clube situa-se em Tianjin,China e tem como mascote um leão de ouro.

## História
O Tianjin Ronggang entrou para CBA na temporada de 2008-09 e até agora disputou cerca de 8 temporadas na liga.

## Uniforme
| Casa | Visitante |

## Jogadores Notáveis
- Hervé Lamizana(2009-2012)
- Donnell Harvey(2011-2013)
- Zaid Abbas(2013-2014)
- Sebastian Telfair(2013-2014)
- Shelden Williams(2013-2015)
- Shang Ping(2014-)
- Quincy Douby(2014)
- Dwight Buycks(2014-2015)
- Jason Maxiell(2015-)
- Casper Ware(2015-)
- Jordan Crawford(2015-)

## Ligações Externas
- Tianjin Gold Lions - Site Oficial